# Jozef Schwendtner
Jozef Schwendtner (ur. 1 lipca 1963 w Dunajskiej Stredzie) – czechosłowacki zapaśnik walczący w stylu wolnym. Olimpijczyk z Seulu 1988, gdzie odpadł w eliminacjach w kategorii 57 kg.
Dwa razy brał udział w turnieju mistrzostw świata; piąty w 1987. Trzeci na mistrzostwach Europy w 1983 roku.
- Turniej w Seulu 1988

Przegrał z Barrym Davisem z USA i Belą Nagym z Węgier i odpadł z turnieju.